# Атабаска (река)
Атабаска (на английски: Athabasca River) е река в Канада, провинция Албърта. Дължината ѝ от 1231 km ѝ отрежда 13-о място сред реките на Канада. Влива се в езерото Атабаска, от системата на река Маккензи.

## Географска характеристика

### Извор, течение, устие
Реката изтича от ледника Колумбия в националния парк „Джаспър“ на 1523 м н.в. В най-горното си течение до град Джаспър има северозападна посока, след което постепенно завива на север и североизток и около град Уинфол напуска Скалистите планини и навлиза в канадските прерии.
От там реката тече на изток, след това на североизток, а около град Смит прави големи завои и тече няколко десетки километра и на юг. В този участък Атабаска получава отдясно най-големите си притоци – реките Маклауд и Пембина.
От град Атабаска, разположен на 54° 43′ с.ш. и 113° 17′ з.д. реката се насочва на север с лек уклон на изток и след близо 600 км се влива чрез делта (1960 км2) в югозападната част на езерото Атабаска, от системата на река Маккензи. В този последен участък от течението си в нея отдясно се вливат реките Клируотър, Файърбаг и Ричардсън, а отляво – Маккей. До устието на река Клируотър при град Форт Макмъри реката е плавателна, а следващите 140 км нагоре по реката, попадащи в провинциалния парк „Гранд Рапидс“ изобилстват бързеите и праговете – Мидъл рапидс, Брюле, Гранд Рапидс и др.
Делтата на Атабаска, заедно с общата делта на реките Пийс и Бърч и езерата Клеър, Мамави, Барил и Ричардсън по време на пролетно-лятното пълноводие се образува се образува една от най-големите делти в света Пийс-Атабаска, заемаща около 80% от националния парк „Уд Бъфало“ — най-големият в Канада.

### Водосборен басейн, притоци
Площта на водосборния басейн на реката е 95 300 km2, който представлява 5,3% от целия водосборен басейн на река Маккензи. На северозапад водосборният басейн на Атабаска граничи с водосборния басейн на река Пийс, която е също от системата на река Маккензи, на югоизток — с водосборните басейни на реките Чърчил и Саскачеван, течащи към Хъдсъновия залив, а на югозапад — има малка граница, минаваща по главния вадодел на Северна Америка с водосборните басейни на реките Фрейзър и Колумбия, носещи водите си към Тихия океан. Целият водосборен басейн на река Атабаска попада в провинция Албърта, с изключение на малка източна част, попадаща в провинция Саскачеван.
Основните притоци на река Пийс са: леви – Берланд, Малка Робска река, Колинг, Маккей; десни – Малайн, Маклауд, Пембина, Уондъринг, Клируотър, Файърбаг, Ричардсън.

### Хидроложки показатели
Многогодишният среден дебит на реката при град Макмъри е 783 m3/s. Максималният отток на реката е през юни-юли и достига до 4790 m3/s, а минималният е през януари-февруари – 75 m3/s. подхранването на реката е предимно снегово. От ноември до април реката е скована от ледена покривка. Плавателна е до град Макмъри.

## Селища
По-големите градове по течението реката са:
- Джаспър (4051 жители, в националния парк „Джаспър“);
- Хинтън (9640 жители, на 72 км надолу по реката след Джаспър);
- Уайткорт (9605 жители, при устието на река Маклауд);
- Смит (229 жители, при устието па Малка Робска река);
- Атабаска (2990 жители, на 150 км северно от административния център на провинцията град Едмънтън);
- Форт Макмъри (61 374 жители, най-голямото селище по течението на реката, в устието на река Клируотър);
- Форт Маккей (862 жители, в устието на река Маккей).

## Откриване и изследване на реката
Река Атабаска е открита в края на 1770-те години от агенти на компанията „Хъдсън Бей“, търгуваща с ценни животински кожи, които се изкачват по река Чърчил, преминават през множеството езера в горното ѝ течение и след незабележим вододел достигат до река Клируотър, която ги извежда до река Атабаска, където построяват търговско селище (фактория) за изкупуване на кожи – днешния град Форт Макмъри.
В периода от 1792 до 1821 г. геодезистът на компанията „Хъдсън Бей“ Питър Фидлър, заедно със своите помощници открива и картира цялото течение на реката и огромни територии, части от днешните провинции Саскачеван и Албърта.